# Pikaljovo
Pikaljovo (Russisch: Пикалёво) is een stad in de oblast Leningrad, 246 kilometer ten oosten van Sint-Petersburg. Het grenst aan de oblast Vologda. Het inwoneraantal bedraagt iets meer dan 22.000.
Pikaljovo was oorspronkelijk slechts een halte op de spoorlijn Sint-Petersburg - Vologda, aangelegd in 1906. In 1932 werd er een cementfabriek gebouwd, waarna een nederzetting ontstond. In 1954 kreeg het de stadsstatus. Dat er eerst de spoorlijn was, en daarna pas de stad, is goed te zien aan het feit dat het station een flink stuk uit de bebouwde kom ligt.
Pikaljovo herbergt als een van de weinige plaatsen in de oblast Leningrad een eigen streekmuseum.
Bestuurlijk centrum: Sint-Petersburg (geen onderdeel van de oblast)

Steden: Boksitogorsk · Gatsjina · Ivangorod · Kamennogorsk · Kingisepp · Kirisji · Kirovsk · Kommoenar · Ljoeban · Lodejnoje Pole · Loega · Nikolskoje · Novaja Ladoga · Otradnoje · Pikaljovo · Podporozje · Primorsk · Priozersk · Sertolovo · Sjasstroj · Sjlisselburg · Slantsy · Sosnovy Bor · Svetogorsk · Tichvin · Tosno · Volchov · Volosovo · Vsevolozjsk · Vyborg · Vysotsk

Stedelijke districten: Sosnovy Bor

Gemeentelijke districten: Boksitogorski · Gatsjinski · Kingiseppski · Kirisjski · Kirovski · Lodejnopolski · Loezjski · Lomonosovski · Podporozjski · Priozerski · Slantsevski · Tichvinski · Tosnenski · Volchovski · Volosovski · Vsevolozjski · Vyborgski